# Liane Mozère
Liane Mozère (4 de janeiro de 1939 - 17 de outubro de 2013) foi uma socióloga e feminista franco-chinesa.
Foi diretora da revista Recherches entre 1967 e 1970, e entre 1981 e 1983.

## Vida
Nascida na China, Mozère foi educada em uma escola americana em Pequim. Aos 10 anos, sua família escapou da China de Mao e se estabeleceu em Paris. Mozère participou dos eventos de maio de 1968 na França e se juntou ao grupo associado a Gilles Deleuze e Félix Guattari na clínica La Borde. Seu PhD foi sobre creches. Mais tarde, ela foi nomeada professora de sociologia na Universidade Paul Verlaine - Metz.

## Obras
- Le Printemps des Crèches, 1992
- 'In early childhood: What's language about?', Educational Philosophy and Theory 39 (3): 291-299 (2007)